# Hockeroda

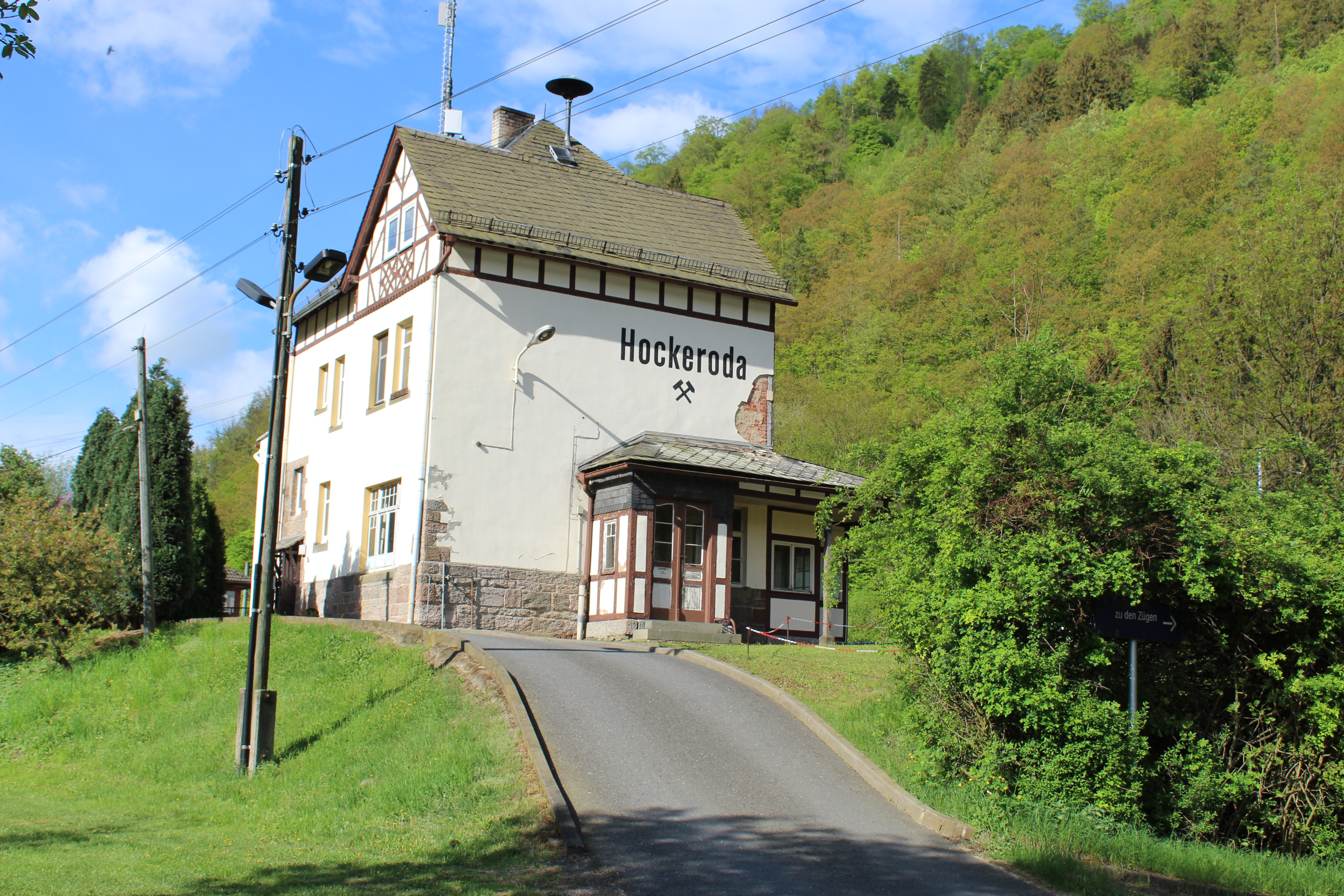
Bahnhofsgebäude der Bahnstation Hockeroda (2018)

Hockeroda ist ein Ortsteil der Gemeinde Kaulsdorf im Landkreis Saalfeld-Rudolstadt in Thüringen.

## Geografie
Hockeroda liegt an der Bahnstrecke Hockeroda–Unterlemnitz (Sormitztalbahn), die dort in die Bahnstrecke Leipzig–Probstzella einmündet. Züge halten jedoch nur an der Strecke nach Unterlemnitz; die Regionalzüge der Relation Lichtenfels–Saalfeld (Saale) passieren den Bahnhof ohne Halt.
Hockeroda befindet sich an der Mündung der Sormitz in die Loquitz, die ihrerseits wenige Kilometer weiter nördlich in die hinter einem bewaldeten Bergzug östlich an Hockeroda vorbeifließende Saale mündet. Links der Saale und der folgenden Hänge beginnt der Übergang vom Südostthüringer Schiefergebirge zum Thüringer Wald. Hockeroda liegt an der Einmündung der Bundesstraße 90 in die Bundesstraße 85.

## Geschichte
Die urkundliche Ersterwähnung von Hockeroda datiert auf den 30. April 1417.
Früher stand eine Wasserburg an der Stelle des ehemaligen Hammerwerkes. Reste der Befestigungsanlage sind noch durch Gräben zu erkennen. Es war wohl ein Herrensitz. Der Ort lag bis 1918 im Leutenberger Gebiet der Oberherrschaft des Fürstentums Schwarzburg-Rudolstadt.
Einst wurden in Hockeroda Kupfer und Silber, später Eisenerz gewonnen, woran auch das Bergbausymbol „Schlägel und Eisen“ an den Stirnseiten des Hockerodaer Bahnhofsgebäudes (siehe Abb.) erinnert. Von jeher spielte außerdem der Fremdenverkehr eine wichtige Rolle.